# San Esteban de la Sierra
San Esteban de la Sierra è un comune spagnolo di 424 abitanti situato nella comunità autonoma di Castiglia e León.